# Crónicas de Bustos Domecq
Crónicas de Bustos Domecq es un libro de narrativa, en forma de crónicas literarias de los escritores argentinos Jorge Luis Borges y Adolfo Bioy Casares. Fue publicado por Editorial Losada, en 1967.
 H. Bustos Domecq, seudónimo que usaron en tres libros de los años 1940 (Seis problemas para don Isidro Parodi, Dos fantasías memorables, Un modelo para la muerte)  y en el cuento “La fiesta del monstruo”, aquí deja de escribir cuentos policiales sobre el peluquero - detective preso injustamente por un crimen que no cometió (Don Isidro Parodi), para convertirse en crítico de arte del diario Última Hora. 
La parodia a los relatos policiales que caracterizaron las obras de Bustos Domecq, se traslada a los críticos, la crítica y el mundo del arte contemporáneo, a través de crónicas sobre personajes ficticios.

## La obra
Crónicas de Bustos Domecq tiene una estructura compuesta por un prólogo, tres epígrafes y veintiún capítulos. El prefacio está firmado por el personaje Gervasio Montenegro, prologuista y personaje de uno de los cuentos de Seis problemas para don Isidro Parodi y, luego, personaje en Un modelo para la muerte. Como en todos los libros de Bustos Domecq, los autores mantienen el lenguaje barroco, el uso de  lunfardismos y expresiones de los años cuarenta del siglo pasado.
En este libro, H. Bustos Domecq pasa de ser el agudo analista que resuelve crímenes desde su celda en la cárcel, condenado por un asesinato que no cometió, para transformarse en un periodista y crítico de arte del diario Última Hora. La notoria parodia sobre los críticos y sus críticas se evidencia en las crónicas de estrafalarios personajes ficticios y sus absurdas obras artísticas.